# Barmsee
Barmsee er en op til 1,12 km lang og ½ km bred sø i i kommunen Krün, Landkreis Garmisch-Partenkirchen (Oberbayern i den tyske delstat Bayern) , beliggende nord for Mittenwald. På søens nordvestbred er der en badestrand.

## Landsbyen Barmsee
På den sydlige bred ligger en lille landsby, der er cirka 150 år gammel. Landsbyen består af cirka 25 huse og Ferienhotel Barmsee.